# Isola (film)
Pour les articles homonymes, voir Isola.
Pour plus de détails, voir Fiche technique et Distribution.
Isola est un film français réalisé par Fabianny Deschamps et sorti en 2017.

## Fiche technique
- Titre : Isola
- Réalisation : Fabianny Deschamps
- Scénario : Fabianny Deschamps
- Photographie : Hazem Berrabah
- Son : Letizia Gullo
- Montage : Gilles Volta
- Musique : Olaf Hund
- Production : Paraiso Productions - Pomme Hurlante Films
- Pays :  France
- Durée : 93 minutes
- Date de sortie : France - 6 décembre 2017

## Distribution
- Yilin Yang : Dai
- Yassine Fadel : Hicham
- Enrico Roccaforte : Salvatore
- Alessio Barone
- Dimitri Sani
- Trond Espen Seim

## Sélections
- Festival de Cannes 2016 (programmation ACID)[1]
- Festival du nouveau cinéma de Montréal 2016[2]